# Emma D'Arcy
Emma Zia D'Arcy, född 27 juni 1992 i London, är en engelsk film-, TV- och teaterskådespelare, känd för sin medverkan i bland annat Truth Seekers, Wanderlust och House of the Dragon.

## Biografi
D'Arcy studerade vid konstskolan Ruskin School of Art vid Oxfords universitet. D'Arcy identifierar sig som ickebinär och använder they/them som personliga pronomen på engelska.

## Karriär
D'Arcy har medverkat i flera teaterproduktioner, bland dessa Romeo och Julia, The Games We Played och The Crucible vid The Yard Theatre samt Against på Almeida Theatre, A Girl in School Uniform (Walks into a Bar) på West Yorkshire Playhouse, Mrs. Dalloway och Callisto: A Queer Epic på Arcola Theatre, samt Pillowman på Oxford Playhouse. Förutom sin teaterkarriär har D'Arcy även medverkat i flera TV-produktioner som Truth Seekers (2020) på Amazon Prime Video och i BBC- och Netflixserien Wanderlust (2018).
D'Arcy spelar huvudrollen drottning Rhaenyra Targaryen som vuxen i fantasyserien House of the Dragon (2022–) på HBO.